# Новиков, Анатолий Григорьевич
Анато́лий Григо́рьевич Но́виков (18 (30) октября 1896, Скопин — 24 сентября 1984, Москва) — советский композитор, хоровой дирижёр, педагог, общественный деятель. Народный артист СССР (1970). Герой Социалистического Труда (1976). Лауреат двух Сталинских премий второй степени (1946, 1948).

## Биография
Родился 18 (30) октября 1896 года в Скопине (ныне Рязанская область).
Первоначальное музыкальное образование получил в Рязанской учительской семинарии (1912—1916) и Московской народной консерватории (1916—1917; ученик В. В. Пасхалова, А. А. Крейна).
В 1918—1920 годах — дирижёр хора при Отделе народного образования Скопина. В 1921—1924 годах — преподаватель музыки сельскохозяйственного техникума, расположенного в бывшей усадьбе князей Трубецких Знаменское-Садки в Москве. В 1924—1926 годах — руководитель художественной самодеятельности в клубе Военной академии имени М. В. Фрунзе в Москве.
В 1921—1927 годах учился в МГК имени П. И. Чайковского (класс композиции Р. М. Глиэра).
В 1920—1930-х годах — руководитель самодеятельных хоров, в том числе армейских. В 1926—1928 годах — преподаватель теории музыки на вокальных курсах Государственного института музыкальной науки, в 1929—1932 — музыкального техникума имени Октябрьской революции (ныне Московский государственный институт музыки имени А. Г. Шнитке). В 1928—1938 годах — инструктор по красноармейской самодеятельности ЦДКА, Московских артиллерийских курсов, Политуправления МВО.
В 1939—1943 годах — художественный руководитель Ансамбля песни и пляски ВЦСПС, в 1948—1951 — Ансамбля песни Всесоюзного радио.
Начал сочинять музыку с 1917 года. Автор более 600 песен на слова советских поэтов, посвящены патриотической, гражданской теме — историческим событиям, героям Гражданской (1918—1920) и Отечественной (1941—1945) войн, партизанскому движению, борьбе за мир, демократическому движению молодёжи, в том числе «Смуглянка» (1940-1942-1944), «Эх, дороги…» (1946), «Россия» (1946), «Гимн демократической молодёжи мира» (1947), а также музыкальных комедий («Василий Тёркин», 1971 и др.). В 1936—1937 годах собрал и отредактировал около 500 русских народных песен («Русские народные песни», т. 1-3, некоторые в собственной записи).
Член КПСС с 1952 года.
Скончался 24 сентября 1984 года (по другим источникам — 23 сентября). Похоронен в Москве на Новодевичьем кладбище (участок № 10).

### Общественная деятельность
- В 1957—1962 — секретарь правления СК СССР
- В 1957—1960 — председатель оргкомитета СК РСФСР
- В 1960—1968 — секретарь правления СК РСФСР
- В 1962—1965 — советник министра культуры СССР по вопросам музыки
- В 1962—1969 — председатель Всероссийского хорового общества
- Депутат ВС РСФСР 5—8-го созывов

## Награды и звания
- Герой Социалистического Труда (1976)
- заслуженный деятель искусств РСФСР (1947)
- народный артист РСФСР (1961)[6].
- народный артист СССР (1970)
- Сталинская премия второй степени (1946) — за песни «Вася-Василёк», «Пять пуль», «Где Орёл раскинул крылья», «Партизанская думка», «Ветер студёный» и другие
- Сталинская премия второй степени (1948) — за «Гимн демократической молодёжи мира»
- два ордена Ленина (1966, 1976)
- орден Октябрьской революции (1971)
- орден Трудового Красного Знамени (1956)
- медали

## Список произведений

### Песни
- Песня о Котовском (сл. Э. Багрицкого, 1934),
- Песня-пляска (Краснофлотская, сл. Я. Родионова, 1934),
- Пограничная сторожевая (сл. С. Алымова, 1935),
- Весенняя первомайская (сл. А. Суркова, 1936),
- Отъезд партизан (сл. Я. Шведова, 1936),
- Песня молодых бойцов (сл. В. Лебедева-Кумача, 1936),
- Песня о Чапаеве (сл. С. Болотина, 1936),
- Хороши подруги наши (сл. С. Алымова, 1936),
- Парад талантов (сл. Е. Долматовского, 1937),
- Гусли звонкие (сл. нар., 1938),
- По морям, по океанам (сл. В. Лебедева-Кумача, 1938),
- Песня про Буденного (сл. М. Исаковского, 1938),
- Песня о партии (сл. В. Лебедева-Кумача, 1939),
- Тульская винтовочка (сл. С. Алымова, 1940),
- Вася-Василек (сл. С. Алымова, 1940),
- Самовары-самопалы (сл. С. Алымова, 1940),
- Смуглянка (сл. Я. Шведова, 1940, впервые исполнена в 1944),
- В поход (сл. А. Прокофьева, 1941),
- Зимушка-зима (сл. И. Добровольского, 1941),
- Балтийская слава (сл. С. Алымова, 1942),
- Октябрьская звезда (сл. В. Лебедева-Кумача, 1942),
- Подарок (сл. С. Васильева, 1942),
- Пять пуль (сл. А. Софронова, 1942),
- Спор о генералах (сл. И. Финка, 1942),
- Ветер студеный (сл. Г. Фроловского, 1943),
- Где орёл раскинул крылья (Песня 129-й Орловской дивизии, сл. С. Алымова, 1943),
- Партизанская думка (сл. Я. Шведова, 1943),
- На Берлин (сл. Л. Ошанина, 1944),
- По-над Доном (сл. М. Рудермана, 1944),
- Смоленская дорога (сл. С. Алымова, 1944),
- Марш артиллерии (сл. С. Васильева, 1945),
- Наше дело правое (сл. Д. Бедного, 1945),
- Недалек тот денёк (сл. С. Алымова, 1945),
- Победа (сл. В. Лебедева-Кумача, 1945),
- Победный тост (сл. С. Алымова, 1945),
- Сыграй про очи карие (сл. А. Винникова и В. Крахта, 1945),
- Дороги (сл. Л. Ошанина, 1945),
- Родина моя (1946, сл. Л. Ошанина),
- От ворот — поворот (сл. С. Васильева, 1946),
- У Кремлёвской стены (сл. А. Пришельца, 1946),
- Гимн демократической молодежи (сл. Л. Ошанина, 1947),
- На катке (1947),
- Застава Ильича (сл. Я. Шведова, 1947),
- Марш трудовых резервов (сл. Л. Ошанина, 1947),
- Размечтался солдат молодой (сл. С. Алымова, 1947),
- Россия (сл. С. Алымова, 1947),
- Футбольная песня (1947),
- Хороша ты, Москва (сл. С. Алымова, 1947),
- Приходите свататься (сл. С. Васильева, 1948),
- За край родной (сл. С. Алымова, 1948),
- Хороша земля подмосковная (сл. Л. Ошанина, 1948),
- Марш студентов (сл. В. Харитонова, 1949),
- Песня мира (сл. Л. Ошанина, 1949),
- Песня о Ленине (сл. Л. Ошанина, 1950),
- Хороши колхозные покосы (сл. А. Фатьянова, 1950),
- Шахтерская семья (сл. М. Матусовского, 1950),
- Мы славим труд (сл. С. Васильева, 1951),
- Фестивальная (сл. В. Харитонова, 1951),
- Дружба юности (песня советско-польской дружбы, сл. Л. Ошанина, 1952),
- Есть такая партия (сл. Л. Ошанина, 1952),
- Запевайте, москвичи (сл. В. Харитонова, 1952),
- Партия, слушай, родная (сл. Л. Ошанина, 1952),
- Рубиновые звезды (сл. М. Вершинина, 1952),
- Отчизну береги (сл. А. Сальникова, 1953),
- Слушай, весь свет (сл. В. Харитонова, 1953),
- Баллада о русской женщине (сл. Г. Рублёва, 1954),
- Песня московских студентов (сл. Л. Ошанина, 1954),
- Ты только одна (сл. В. Харитонова, 1954),
- Звенит гитара над рекою (сл. Л. Ошанина, 1955),
- Народу партия верна (сл. В. Харитонова, 1955),
- Под Воронежем (сл. А. Сальникова, 1955),
- Своими сердцами (сл. В. Харитонова, 1955),
- Быть первыми (сл. С. Васильева, 1956),
- Душа народа — партия моя (сл. Л. Ошанина, 1956),
- В день рождения (1956),
- Сибирская молодёжная (1956),
- Когда идёшь ты на свиданье (сл. В. Харитонова, 1956),
- Во имя завтрашнего дня (сл. Л. Ошанина, 1957),
- Давайте дружить (сл. В. Гурьяна, 1957),
- Знамя труда поднимай! (Международный рабочий класс, сл. В. Харитонова, 1957),
- Дороги дальние (Попутная дорожная, сл. М. Львовского, 1958),
- Марш коммунистических бригад (сл. В. Харитонова, 1958),
- Марш коммунистов (сл. М. Вершинина, 1958),
- Пришла весна в мои края (сл. В. Харитонова, 1958),
- Вот как в жизни солдатской бывает (сл. В. Харитонова, 1959),
- Гимн Ленину (сл. М. Вершинина, 1959),
- Народы-великаны (песня советско-индийской дружбы, сл. М. Вершинина, 1959),
- Перекуем мечи на орала… (сл. В. Гурьяна, 1959),
- Верные братья (песня советско-французской дружбы, сл. М. Вершинина, 1960),
- Пропел гудок заводской… (сл. П. Градова, 1960),
- Советская наша держава (сл. М. Исаковского, 1960),
- В солнечный полёт (сл. М. Вершинина, 1961),
- Ленинская партия (сл. Д. Луценко, 1961),
- Ленин (сл. М. Исаковского, 1961),
- Родина — Ленин — партия! (сл. А. Соболева, 1961),
- Свершилось! (Марш космонавтов, сл. Ю. Каменецкого, 1961),
- Баллада о русских мальчишках (сл. Л. Ошанина, 1962),
- Марш Ленинского комсомола (сл. М. Вершинина, 1962),
- Голос страны моей (сл. А. Соболева, 1963),
- Ленин с нами (сл. М. Вершинина, 1963),
- У Мавзолея (сл. Р. Селянина, 1963),
- Уральская молодёжная (сл. Е. Долматовского, 1963),
- Осенний лист (сл. В. Харитонова, 1964),
- Рязань моя — краса моя! (сл. А. Филатова, 1965),
- Вспоминает Фучик о России (сл. М. Вершинина, 1966),
- Джон Рид идет по Петрограду (сл. М. Вершинина, 1966),
- Первая солдатская весна (сл. Э. Михайлова, 1966),
- Незримого фронта солдаты (сл. П. Градова, 1967),
- Семнадцатый год (сл. П. Градова, 1967),
- Век двадцатый (сл. М. Вершинина, 1968),
- Грозой овеяны сны (сл. А. Кубарева, 1968),
- Звездам навстречу (сл. В. Харитонова, 1968),
- Ленина помнит земля (сл. Л. Ошанина, 1968),
- Огонь горит неугасимый (сл. И. Юшина, 1968),
- Когда я думаю о Ленине (сл. С. Острового, 1969),
- Люди любят Ленина (сл. В. Харитонова, 1969),
- На Красной площади (сл. И. Юшина, 1969),
- Лыжная (сл. В. Добронравова, 1970),
- Ничто не забыто — никто не забыт (сл. В. Харитонова, 1970),
- Песня русского сердца (сл. Л. Ошанина, 1971),
- Отвечает любовью земля (сл. П. Градова, 1971),
- Незакатно советское солнце (сл. О. Колычева, 1971),
- Ты пробей свою тропинку (сл. Л. Ошанина, 1973),
- Две песни о БАМе (сл. П. Градова, 1974),
- Знамя Победы (сл. П. Градова, 1975),
- На подступах к Москве (сл. Л. Ошанина, 1975),
- Есенинские вечера (сл. А. Кубарева, 1975),
- А ночь такая белая,
- Ариозо матери Архипова,
- Ария Надежды (Чёрная береза),
- Ах, Краснотал,
- Белая берёза,
- В таёжной стороне,
- Верность,
- Вернулось всё,
- Всё так же вишня распускается,
- Земля моя родная,
- Земля рязанская,
- Зимняя встреча,
- Колечко,
- Люблю тебя, моя Россия,
- Мать Россия,
- Метёт метелица,
- Мне мой милый повстречался,
- Не тревожься,
- Ночной звездой,
- Облака,
- Огневые годы пройдены,
- Однажды ночью лунную,
- От любви, подруженьки,
- Письмо матери,
- Подмосковье,
- Пора любви,
- Почему,
- При долине куст калины,
- Реквием (на могилу неизвестного солдата),
- Родная сторона,
- Скажи, сынок,
- Слава наша звёздная,
- Слава Новой Москве,
- Солнце поколений,
- Студенческая,
- Так со всеми бывает,
- Тульская оборонная,
- У криницы (Фронтовая борода),
- У меня родился сын,
- Уходи,
- Уходит лето,
- Учил Суворов,
- Чей-то сын,
- Чудо — рязаночка,
- Юность, скажи,
- Ясный месяц.

### Музыкальные комедии
- «Левша» (1957, Иркутский театр музыкальной комедии)
- «Когда ты со мной» (1961, Театр оперетты Кузбасса)
- «Королева красоты» (1964, Ростовский театр музыкальной комедии)
- «Особое задание» (1965, Омский театр музыкальной комедии)
- «Чёрная берёза» (1969, Свердловский театр музыкальной комедии)
- «Василий Тёркин» (1971, Омский театр музыкальной комедии)

### Другое
- Для солистов, хора, чтеца и оркестра — поэма «Нам нужен мир» (сл. Г. Рублёва, 1954)
- Для духового оркестра — рапсодия «Солдатские напевы» (1947)
- Для хора — кантата «Красной Армии слава» (сл. А. Лугина, 1943), «Победная кантата» (сл. С. Алымова, 1946), сюита для хора «Волжские напевы» (1946), студенческая кантата «Звезда золотая» (сл. В. Гурьяна, 1955), 6 хоров на сл. А. С. Пушкина (1949), кантата «Пароход „Сергей Есенин“» (сл. А. Филатова, 1975)
- Песенные циклы — Хасанская сюита (сл. В. Лебедева-Кумача, Т. Сикорской, В. Гусева, 1938), «Ровесник Октября» (сл. А. Софронова, 1942), Четыре песни 14-й гвардейской кавалерийской Мозырской Краснознаменной дивизии (сл. Л. Ошанина, 1944), «Земляки» (сл. Ц. Солодаря, 1945), Три песни о Москве (сл. С. Алымова, Ю. Каменецкого, С. Васильева, 1947),
- Сюита «Константин Заслонов» (сл. А. Соколова, 1954), сюита «Побратимы» (сл. В. Гурьяна, 1954), «Тула трудовая» (сл. В. Гурьяна, 1958), сюита для солистов и хора «Сказ о поднятой целине» (сл. М. Вершинина, 1959)
- Музыка к драматическим спектаклям и радиокомпозициям.

## Композиторская фильмография
- 1953 — Волшебная птица (анимационный)
- 1954 — Надежда (короткометражный)
- 1965 — С тобой, Россия! (короткометражный) (совм. с др.)
- 1969 — Поющие гитары (короткометражный)

### Участие в фильмах
- 1977 — Композитор Анатолий Новиков (документальный)

## Память
- В Скопине на доме композитора установлена мемориальная доска, одна улица города носит его имя.
- Фильм — «Композитор Анатолий Новиков». ЦСДФ (РЦСДФ), 1977, 28 мин.
- Почтовая марка СССР, 1986 год.
- В Рязани на здании бывшей Александровской учительской семинарии где он учился установлена мемориальная доска.
- фильм «Дороги Анатолия Новикова» (2021), режиссёр-документалист Павел Селин, автор сценария Дмитрий Разворотнев.